# شینجی میکامی
شینجی میکامی (三上 真司 Mikami Shinji, زادهٔ ۱۱ اوت ۱۹۶۵)، یک تهیه‌کننده، کارگردان، و طراح بازی ویدئویی ژاپنی است که به سبب خلق مجموعه بازی‌های ترس و بقا رزیدنت ایول (که در ژاپن با نام بایوهازارد شناخته می‌شود) شهرت دارد. او همچنین در ساخت برخی از بازی‌های معروف ۳۲-بیتی شرکت کپ‌کام از جمله داینو کرایسیس، ویوفول جو و شیطان هم می‌گرید به عنوان مدیرتولید همکاری داشته‌است. به او لقب پدر رزیدنت ایول داده‌اند.
شینجی میکامی ساخت بازی علاء الدین از سری شخصیت های والت دیزنی را نیز انجام داده است.

## آثار
| سال  | عنوان                                   | به عنوان                  |
| ---- | --------------------------------------- | ------------------------- |
| ۱۹۹۰ | Capcom Quiz: Hatena? no Daibōken        | طرح‌ریز                    |
| ۱۹۹۱ | Who Framed Roger Rabbit                 | طراح                      |
| ۱۹۹۳ | Goof Troop                              | طراح                      |
| ۱۹۹۳ | Disney's Aladdin                        | طرح‌ریز                    |
| ۱۹۹۶ | رزیدنت ایول                             | کارگردان                  |
| ۱۹۹۸ | رزیدنت ایول ۲                           | تهیه‌کننده                 |
| ۱۹۹۹ | داینو کرایسیس                           | کارگردان، تهیه‌کننده       |
| ۱۹۹۹ | رزیدنت ایول ۳: نمسیس                    | تهیه‌کننده                 |
| ۲۰۰۰ | رزیدنت ایول کد: ورونیکا                 | تهیه‌کننده                 |
| ۲۰۰۰ | داینو کرایسیس ۲                         | تهیه‌کننده اجرایی          |
| ۲۰۰۱ | اونیموشا: اربابان جنگ                   | مشاور                     |
| ۲۰۰۱ | رزیدنت ایول: بازمانده ۲: کد ورونیکا     | ناظر                      |
| ۲۰۰۱ | شیطان هم می‌گرید                         | تهیه‌کننده اجرایی          |
| ۲۰۰۱ | فونیکس رایت: ایس اترنی                  | تهیه‌کننده اجرایی          |
| ۲۰۰۱ | رزیدنت ایول گیدن                        | مشاور                     |
| ۲۰۰۲ | رزیدنت ایول                             | کارگردان                  |
| ۲۰۰۲ | استیل بتلیون                            | تهیه‌کننده ارشد            |
| ۲۰۰۲ | فونیکس رایت: ایس اترنی − عدالت برای همه | تهیه‌کننده اجرایی          |
| ۲۰۰۲ | رزیدنت ایول صفر                         | تهیه‌کننده اجرایی          |
| ۲۰۰۳ | P.N.03                                  | کارگردان                  |
| ۲۰۰۳ | داینو کرایسیس ۳                         | تهیه‌کننده اجرایی          |
| ۲۰۰۳ | ویوفول جو                               | تهیه‌کننده اجرایی          |
| ۲۰۰۳ | رزیدنت ایول: طغیان                      | طراح                      |
| ۲۰۰۴ | فونیکس رایت: ایس اترنی − رنجها و سختی‌ها | تهیه‌کننده اجرایی          |
| ۲۰۰۴ | استیل بتلیون: خط ارتباطی                | تهیه‌کننده ارشد            |
| ۲۰۰۵ | رزیدنت ایول ۴                           | کارگردان، نویسنده         |
| ۲۰۰۵ | ۷قاتل                                   | تهیه‌کننده اجرایی، نویسنده |
| ۲۰۰۶ | گاد هند                                 | کارگردان                  |
| ۲۰۱۰ | ونکوئیش                                 | کارگردان                  |
| ۲۰۱۱ | سایه‌های جهنمی                           | تهیه‌کننده خلاق            |
| ۲۰۱۴ | شیطان درون                              | کارگردان                  |
| ۲۰۱۵ | فال‌آوت ۴                                | صداپیشه ژاپنی تاکاهاشی    |
| ۲۰۱۷ | شیطان درون ۲                            | تهیه‌کننده اجرایی، ناظر    |
| ۲۰۲۲ | گوست وایر: توکیو                        | تهیه‌کننده اجرایی          |